# Myzomolgus
Myzomolgus is een geslacht van eenoogkreeftjes uit de familie van de Catiniidae. 
De wetenschappelijke naam van het geslacht is voor het eerst geldig gepubliceerd in 1957 door Bocquet & Stock.

## Soorten
- Myzomolgus orientalis Kim I.H., 2001
- Myzomolgus stupendus Bocquet & Stock, 1957
- Myzomolgus tenuis Kim I.H., 2001